# Jovino Santos-Neto

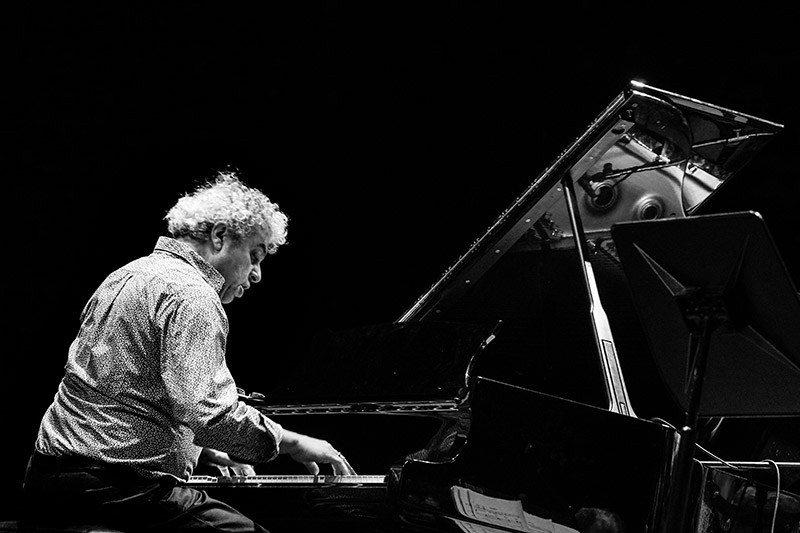
Jovino Santos Neto en 2018

Jovino Santos-Neto (nacido en Río de Janeiro, Brasil, en 1954, trabajó como pianista, flautista y productor con el legendario Hermeto Pascoal de 1977 a 1992. Hasta el año 2005, enseñaba en el Colegio de Artes Cornish de Seattle. Ha lanzado varias grabaciones como líder de su propio conjunto y también en colaboración con músicos tales como Airto Moreira, Flora Purim, y Mike Marshall. Ganó el premio IAJE/ASCAP (Asociación Internacional para la Educación del Jazz / Sociedad Americana de Compositores, Autores y de la Comisión de Editores, en inglés: International Association for Jazz Education / American Society of Composers, Authors and Publishers Commission) para un compositor, establecido en 2002 y el premio a Nuevos Trabajos de la Cámara Musical de América (en inglés, Chamber Music America New Works) por composición de jazz en el 2003. El último CD de su Quinteto, Canto do Río, fue nominado para el mejor álbum latino de jazz en los Premios Grammy Latinos del 2004. Jovino fue seleccionado en el 2004 como el Instrumentalista de Jazz del Año en el Noreste Americano (en inglés, 2004 Northwest Jazz Instrumentalist of the Year), por los lectores de la revista Earshot Jazz.

## Discografía
- 1997: Caboclo
- 2000: Ao Vivo em Olympia
- 2001: Balaio
- 2003: Canto do Rio
- 2003: Serenata with Mike Marshall
- 2005: Brazil Duets with Mike Marshall
- 2006: Roda Carioca
- 2008: Alma do Nordeste
- 2010: Veja o Som
- 2011: Current
- 2013: Piano Masters
- 2015: Festa Na Macuca
- 2017: Guris